# Monts Tehachapi
Pour l’article homonyme, voir Tehachapi.

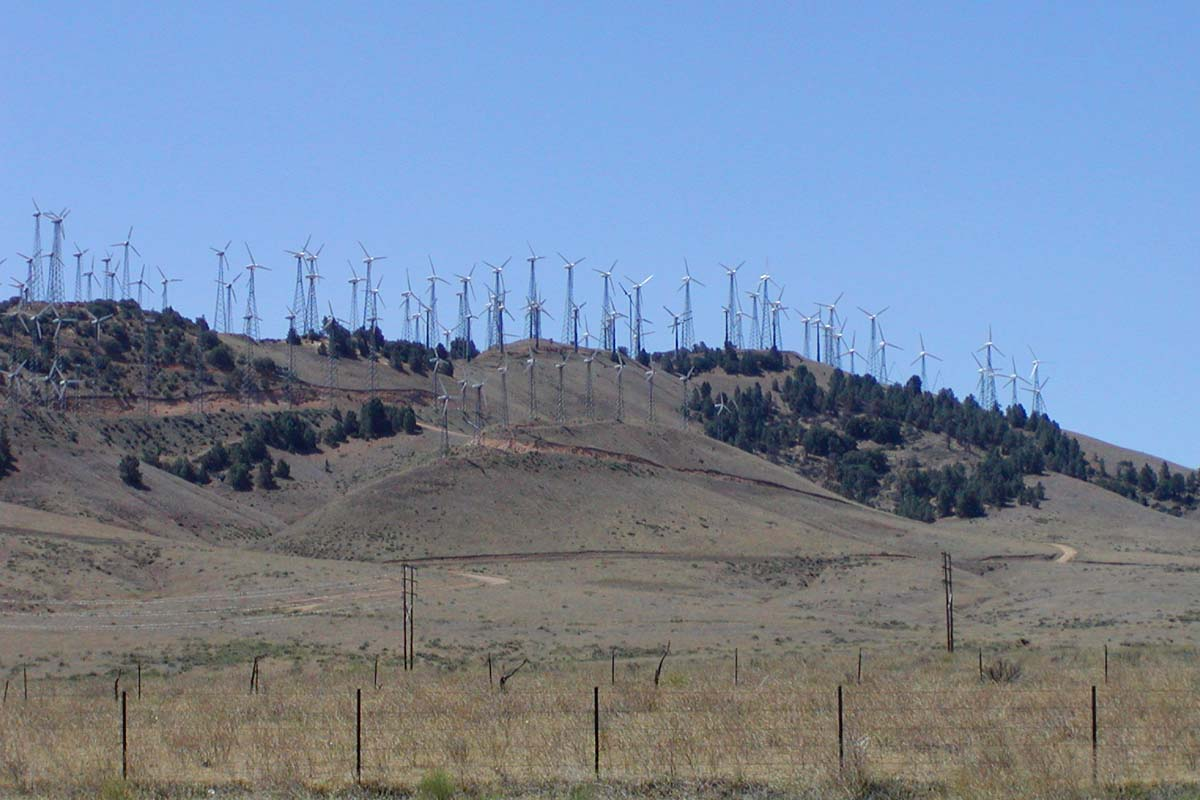
Les éoliennes de Tehachapi Pass.

Les monts Tehachapi (Tehachapi Mountains en anglais) sont une petite chaîne de montagnes (64 km de longueur) située dans le comté de Kern, au sud de la Californie et au sud-ouest des États-Unis. Elle relie les chaînes côtières du Pacifique (ouest) à la Sierra Nevada (est). Elle sépare la vallée centrale de Californie (nord), du désert des Mojaves (sud). Son altitude varie entre 1 220 et 2 440 mètres.
Plus de 3 000 éoliennes hérissent les collines de la Tehachapi-Mojave Wind Ressource Area et génèrent assez d'électricité pour alimenter annuellement 250 000 foyers.